# 부여태비
부여태비(扶餘太妃, 690년 ~ 738년)는 백제 마지막 왕인 의자왕(義慈王)의 증손녀이자 부여융(隆)의 손녀이며 부여덕장(德璋)의 둘째딸이다.

## 생애
부여태비는 690년 부여덕장의 둘째딸로 태어났다. 711년 이옹의 두 번째 부인으로 혼인하고 718년 괵왕비에 책봉됐다. 이옹은 당 고조 이연(李淵)의 증손자로, 당의 수도 장안 외곽의 영토를 다스리는 괵왕(虢王)에 봉해진 제후왕이었다. 727년 남편 이옹이 죽고 맏아들 이거(李巨)가 왕위를 이어받은 4년 뒤 태비로 책봉됐다. 738년 49살로 죽어 이옹과 합장됐다.
중국 산시성에서 발견된 부여태비의 묘지명에는 부여태비가 “남국(南國) 사람의 얼굴처럼 아름다우니 봄날의 숲과 가을 단풍 같았다. 아주 좋은 집에서 살았으나 아침 햇살처럼 조용히 움직여 드러나지 않으니 세상에 드물게 어진 사람이며 덕이 있어 외롭지 않았고 속마음과 겉으로 드러난 모습이 같았다.” 또한 “이옹과 혼인한 후 집안을 일으켰다”고 적혀 있다.

## 가계
- 증조부 : 의자왕
- 조부 : 부여융(扶餘隆)
- 아버지 : 부여덕장(扶餘德璋)
  - 남편 : 이옹(李邕)
    - 맏아들 : 이거(李巨)
    - 아들 : 이승소
    - 아들 : 이승희
    - 아들 : 이승준
    - 아들 : 이승질